# York (Île-du-Prince-Édouard)
Pour les articles homonymes, voir York.
York est un village dans le comté de Queens sur l'Île-du-Prince-Édouard, au Canada, au nord-est de Charlottetown.
Elle a été constituée en 1986 